# Archidiocèse de Lille
L'archidiocèse de Lille (en latin : Archidioecesis Insulensis) est un archidiocèse métropolitain de l'Église catholique en France dont le siège est à Lille. Érigé en 1913, le diocèse de Lille (en latin : Dioecesis Insulensis) était suffragant de l'archidiocèse métropolitain de Cambrai. En 2008, il est élevé au rang d'archidiocèse et le siège métropolitain de Cambrai lui est transféré.
Il couvre deux arrondissements du département du Nord : celui de Lille et celui de Dunkerque qui comprend, depuis 1926, l'ancien arrondissement d'Hazebrouck.
Ses suffragants sont l'archidiocèse de Cambrai, couvrant le reste du département du Nord, et le diocèse d'Arras, couvrant le département du Pas-de-Calais. La province ecclésiastique de Lille couvre ainsi l'ancienne région Nord-Pas-de-Calais.
Le siège épiscopal est occupé par Laurent Le Boulc'h depuis le 1er avril 2023.
La cathédrale de l'archidiocèse est la cathédrale Notre-Dame-de-la-Treille.

## Histoire
Le territoire du diocèse de Lille, christianisé entre le IIIe et le VIIe siècle comprend les arrondissements de Lille et de Dunkerque. Il relevait autrefois de quatre évêchés : Tournai, Arras, Saint-Omer, Ypres à la suite de la réforme des circonscriptions ecclésiastiques des Pays-Bas espagnols en 1559.
En 1801, à la suite du concordat entre la France et l’Église catholique, le siège d'Ypres est supprimé et celui de Tournai est modifié, de sorte que les limites des diocèses de Cambrai, de Tournai et de Gand, suivant les limites entre les départements du Nord, de Jemmapes et de la Lys.
Un décret pontifical du 5 février 1913 érigea un vicariat général de Lille comprenant les arrondissements de Lille, Dunkerque et Hazebrouck avec un vicaire général qui fut Alexis-Armand Charost. À la mort de François-Marie-Joseph Delamaire, archevêque de Cambrai, le vicariat général de Lille fut constitué en diocèse par décret du 25 octobre 1913 par la bulle papale Consistoriali decreto, et érigé par le cardinal Luçon le 10 décembre 1913. Alexis-Armand Charost a été nommé premier évêque de Lille le 21 novembre 1913.
Le 30 mars 2008, il est élevé au rang d'archevêché métropolitain, avec l'archidiocèse de Cambrai et le diocèse d'Arras comme suffragants.

### Abus sexuels
Pendant près de quarante ans le prêtre Philippe Detré abuse d'enfants dans plusieurs communes où il officie comme prêtre après son ordination: Loos, Loon-Plage, Petit-Fort-Philippe, Merville, et Bollezeele. En 2015, il est condamné à 18 ans de prison, assorti d’une période de sûreté des deux tiers, ce qui, bien qu'il soit alors âgé de 70 ans, ne lui permet pas de bénéficier d'une libération compte tenu de son âge,.
Le prêtre Vincent Sterckeman est condamné, en 2023, à 8 ans de prison pour viol sur une mineure alors qu'il officiait à Steenvoorde et Nieppe.

## Géographie
La superficie du diocèse est de 2 289 km².

## Liste des évêques puis archevêques de Lille
| Évêque                                                                                    | nomination | départ | décès |
| ----------------------------------------------------------------------------------------- | ---------- | ------ | ----- |
| Alexis-Armand Charost (puis cardinal-archevêque de Rennes)                                | 1913       | 1920   | 1930  |
| Hector Quilliet (puis archevêque titulaire de Sergiopolis (de))                           | 1920       | 1928   | 1928  |
| Georges Jansoone, auxiliaire                                                              | 1927       |        | 1940  |
| Achille Liénart, cardinal                                                                 | 1928       | 1968   | 1973  |
| Henri Dupont, auxiliaire                                                                  | 1951       |        | 1972  |
| Adrien Gand                                                                               | 1968       | 1983   | 1990  |
| Jean Vilnet                                                                               | 1983       | 1998   | 2013  |
| Jean Deledicque, auxiliaire                                                               | 1987       |        | 1997  |
| Jean-Luc Brunin, auxiliaire (puis évêque d'Ajaccio pour la Corse, puis évêque du Havre)   | 2000       | 2004   |       |
| Gérard Defois                                                                             | 1998       | 2008   |       |
| Pascal Delannoy, auxiliaire ( puis évêque de Saint-Denis, puis archevêque de Strasbourg ) | 2004       | 2009   |       |
| Laurent Ulrich, premier archevêque                                                        | 2008       | 2022   |       |
| Gérard Coliche, auxiliaire                                                                | 2009       | 2017   |       |
| Antoine Hérouard, auxiliaire (puis archevêque de Dijon)                                   | 2017       | 2022   |       |
| Laurent Le Boulc'h                                                                        | 2023       |        |       |

## Administration

### Structures territoriales
Auparavant divisé en huit zones pastorales, le diocèse de Lille est, depuis septembre 2010 subdivisé en 14 doyennés :
| doyenné                    | population |
| -------------------------- | ---------- |
| Hauts de Lys               | 85 000     |
| Tourcoing                  | 102 000    |
| Roubaix                    | 241 000    |
| Le Mélantois-Carembault    |            |
| Le Barœul                  | 132 400    |
| Rives de la Deûle          | 115 000    |
| Haubourdin-Weppes          | 87 500     |
| Ville de Lille             | 173 000    |
| Lys et Deûle               | 78 000     |
| La Pévèle                  |            |
| Cœur de Flandre            | 91 200     |
| Moulins de Flandre         | 64 500     |
| Littoral dunkerquois est   | 152 300    |
| Littoral dunkerquois ouest | 66 600     |

Source
- Site officiel du diocèse de Lille

## Évêques originaires du diocèse de Lille
- Christophe Dufour, archevêque d'Aix-en-Provence
- Jean-Luc Brunin, évêque du Havre
- Jean-Paul Jaeger, évêque d'Arras
- Pascal Delannoy, archevêque de Strasbourg
- Marcel Lefebvre, archevêque de Dakar, archevêque-évêque de Tulle, fondateur de la fraternité sacerdotale Saint-Pie-X (1905-1991)
- cardinal Achille Liénart (1884-1973), évêque de Lille (1928-1968) créé cardinal en 1930
- Adrien Gand (Lille 1907-Dunkerque 1990), évêque coadjuteur de Lille 1964, évêque de Lille 1968-1983
- Luc Crépy, évêque de Versailles
- Philippe Christory, évêque de Chartres
- Jean Luc Garin , évêque de Saint Claude